# Последняя ночь (фильм, 1998)
Последняя ночь (англ. Last Night) — канадский драматический фильм Дона Маккеллара, снятый в 1998 году.

## Сюжет
Действие разворачивается в городе Торонто. Фильм рассказывает о разных людях, проводящих последний вечер на Земле. Конец света должен наступить в полночь, его природа до конца неясна, однако есть несколько сцен зловеще светящегося Солнца, которое светит всё ярче даже ночью. Вероятно, речь идёт о макровспышке. 
Некоторые решили провести последний вечер в одиночестве, другие — с любимыми людьми, в молитве или в торжестве, кто-то участвует в беспорядках, охвативших город. Дункан, владелец энергетической компании, обзванивает своих клиентов и заверяет их, что газ будет подаваться до самого конца. Его жена Сандра сталкивается с Патриком Уиллером, находящимся в депрессии вдовцом. Лучший друг Патрика, Крейг, занимается воплощением своих сексуальных фантазий и предлагает Патрику присоединиться к нему. Сестра Патрика, Дженнифер, вместе с семьёй устраивает последний ужин. Страдающая психическими расстройствами пожилая женщина бежит по городу, оповещая всех об оставшемся до конца света времени.
В конце фильма Патрик и Сандра стоят на крыше здания и готовятся совершить самоубийство, приставив к головам друг друга пистолеты, но в последние секунды опускают их и сливаются в поцелуе. В этот момент все исчезают в яркой солнечной вспышке. Один под игрой пианино, второй с девушкой во время секса, пожилые в молитве, парень с девушкой под наблюдении неба, а другой человек в панике после бега посреди пустой местности крича "ЭТО КОНЕЦ!".

## Актёры
- Дон Маккелар — Патрик Уиллер
- Сандра О — Сандра
- Каллум Кит Ренни — Крейг
- Сара Полли — Дженнифер Уиллер
- Дэвид Кроненберг — Дункан
- Арсине Ханджян — женщина в трамвае
- Джеки Берроуз — бегунья
- Джин Кэрол — Миссис Бербанк

## Награды
Фильм получил 12 наград, среди которых приз молодёжного жюри Каннского кинофестиваля 1998 года, премия Международного кинофестиваля в Торонто и три премии Джини. В 2002 году в результате голосования читателей журнала «Playback» фильм занял девятое место среди лучших канадских фильмов всех времён.